# Varronia laxiflora
Varronia laxiflora är en strävbladig växtart som först beskrevs av Humb., Bonpl. och Kunth, och fick sitt nu gällande namn av A. Borhidi. Varronia laxiflora ingår i släktet Varronia och familjen strävbladiga växter. Inga underarter finns listade i Catalogue of Life.